# Pakalnė
Pakalnė (německy Pokallna) začíná po oddělení (doprava) od ramene delty Skirvytė u města Rusnė. Odnáší s sebou asi 3 % z průtoku Skirvytė. Teče na území Regionálního parku Němenské delty směrem na západoseverozápad. Od Pakalnė se dále oddělují: 7 km před ústím levé rameno Vorusnė a ještě 1 km před ústím pravé rameno Rusnaitė. Šířka Pakalnė je 20 m, hloubka na počátku kolem 3 - 4 m, u ústí kolem se zmenšuje na 80 cm. Spád je 2,3 cm/km. Výška břehů je 1,5 m, proti povodním je chrání 1,5 m násep. Na jaře rameno zaplavují korušky. Amatérské lovení ryb je možné (s rybářským lístkem) po celé délce toku Pakalnė. Rybáři mohou ulovené ryby odkládat/překládat pouze v přístavišti (pro malé lodě) nebo na místech, k tomu vyhrazených.
Pakalnė je splavná. Doba navigace je 230 dní v roce. Loďmi s vlastním pohonem tudy smí plavat pouze sníženou rychlostí a přistávat se smí jen v přístavišti nebo na místech, k tomu vyhrazených. Na tomto rameni jsou dvě přístaviště, z nich jedno je určeno pro malá plavidla.

## Přítoky
Toto rameno nemá žádné přítoky.

## Další informace
Podél Pakalnė vede naučná stezka Pakalnės pažintinis takas.

## Galerie

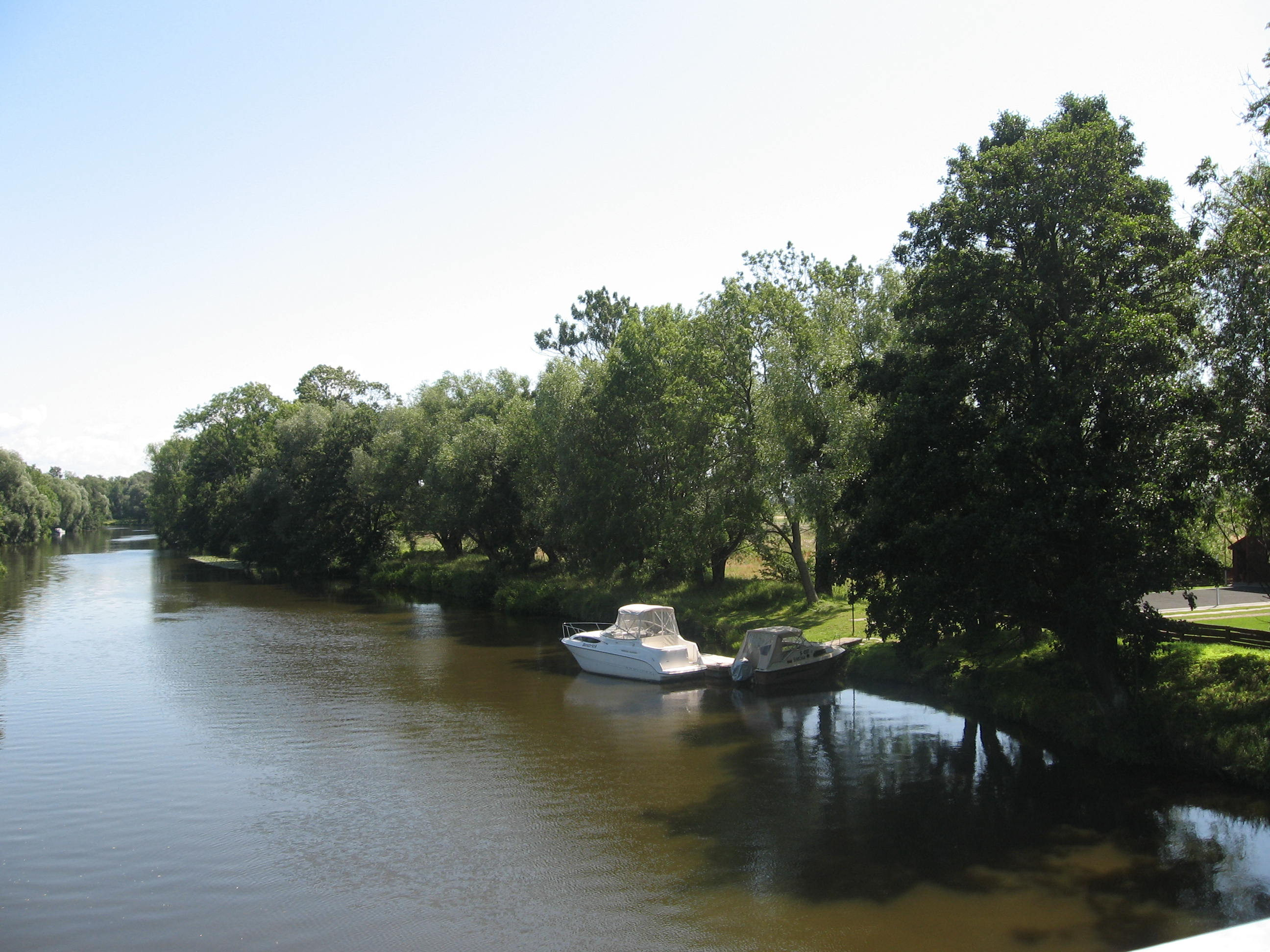
Čluny na rameni Pakalnė
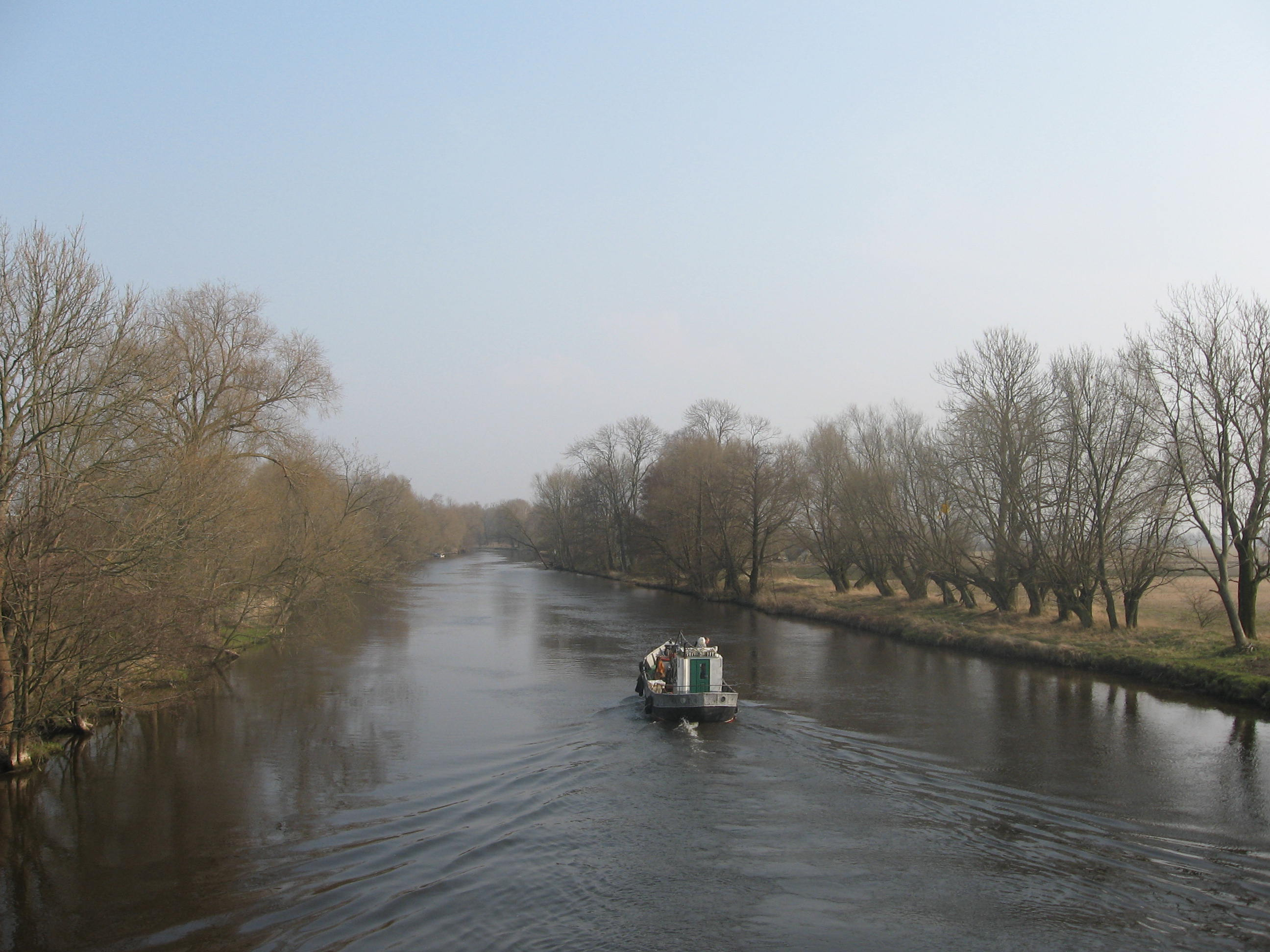
Plavba ramenem Pakalnė
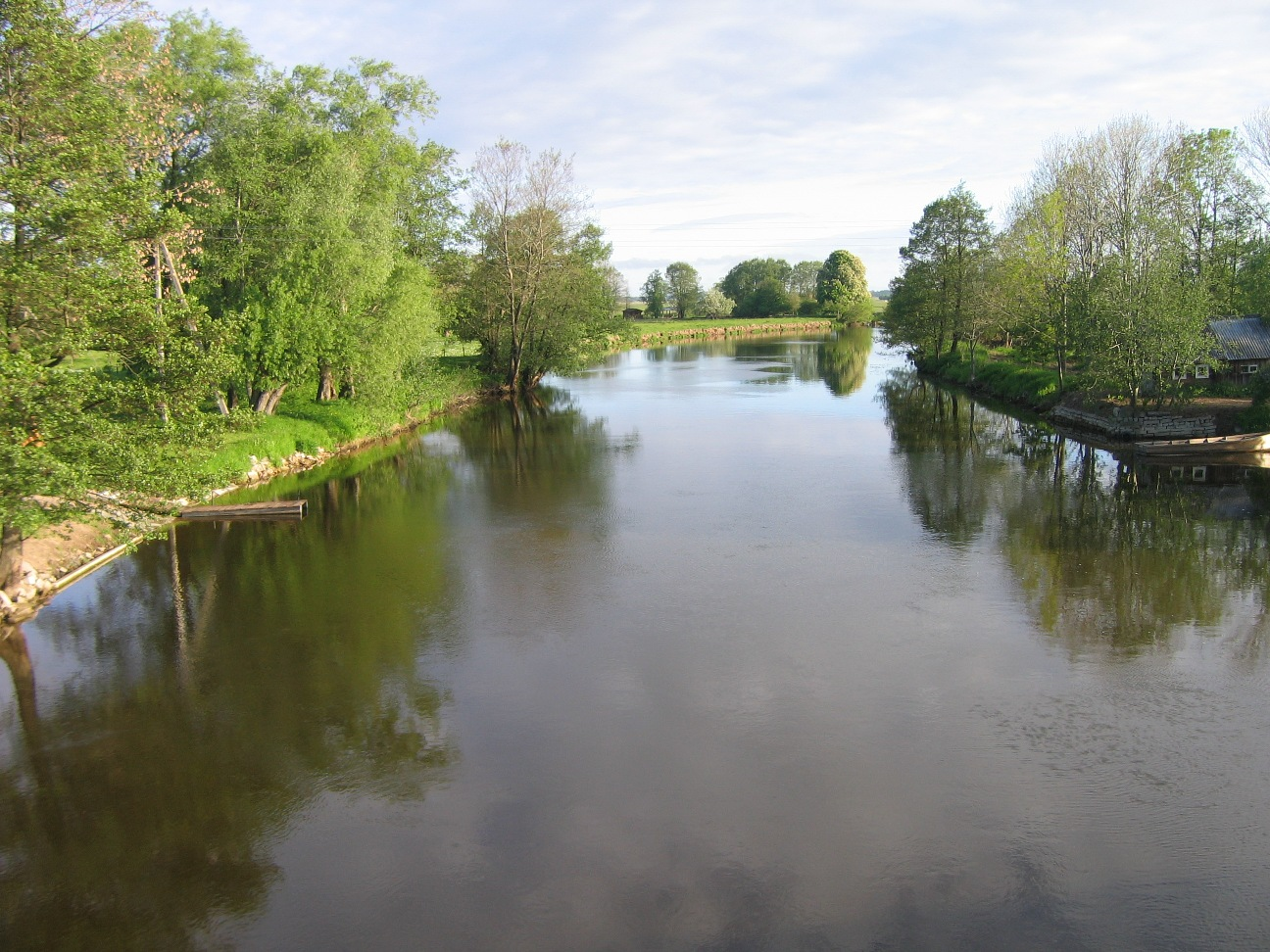
Pohled na rameno Pakalnė od vsi Pakalnė proti proudu směrem k Rusnė
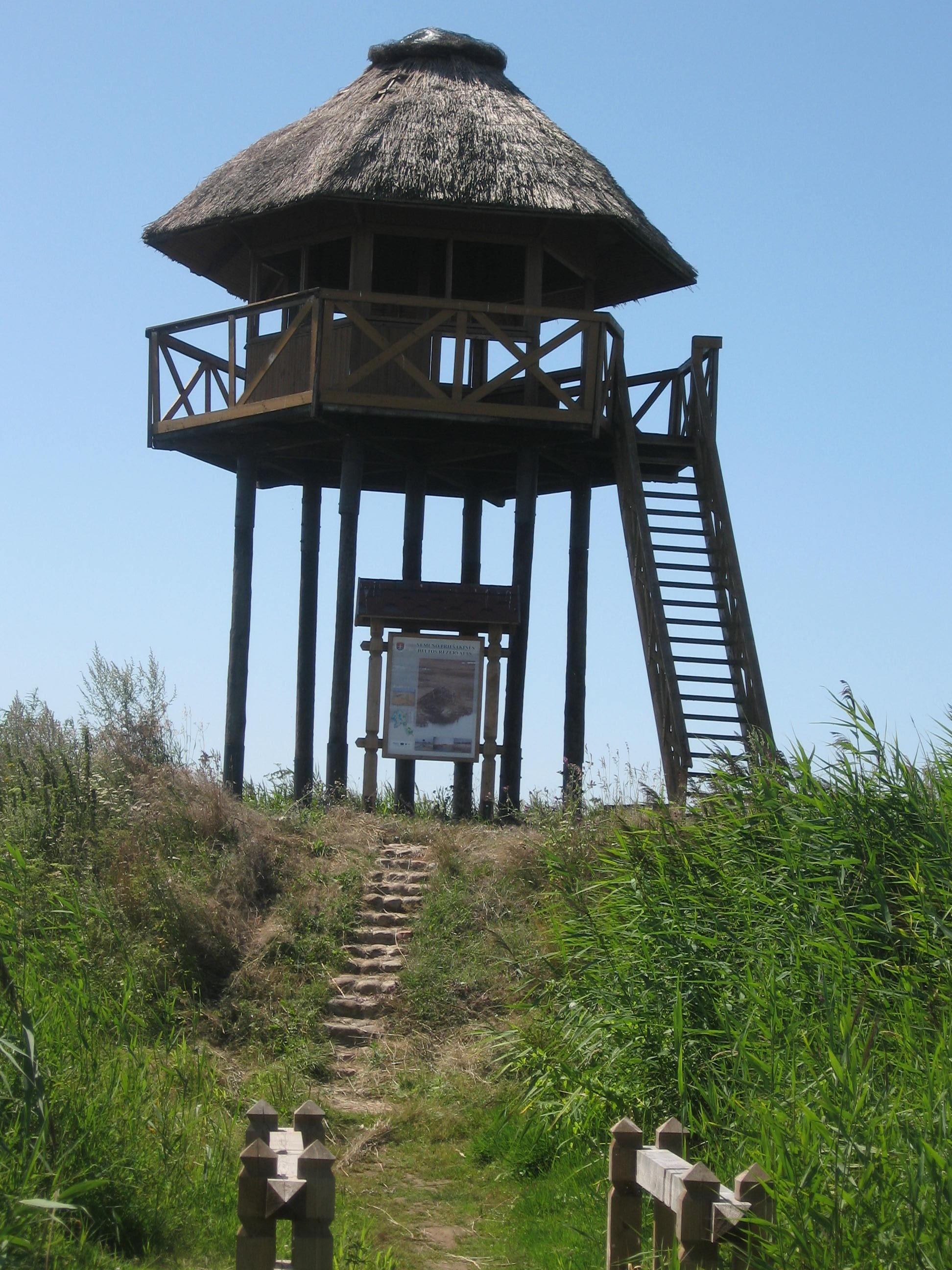
Rozhledna na břehu ramene Pakalnė

| DELTA NĚMENU Atmata Atšakėlė Aukštumala Aukštumalos protaka Bevardis Bevardė Briedžių Dumblė Kadaginis Kiemo Kniaupas Krokų Lanka Kubilių Kurský záliv Leitė Minija Naikupė Pakalnė Palankys Záliv Prūsinė Purvalankis Ragininkų Rindos šaka Záliv Rindutė Rusnaitė Rusnė (Němen) Rusnė Senoji Skirvytė Skatulė Skirvytė (Severnaja) Šakutė Záliv Šilinė Šventos Elenos Šyša Šyškrantė Tiesioji Trušių Ulmas Uostadvaris Duobelė Upaitis Vidujinė Vikis Vilkinė Vilkinės Vito Vorusnė Voryčia Vytinė Vytinės Uostas Zingelinė |